# Tapeinochilos ananassae
Tapeinochilos ananassae är en enhjärtbladig växtart som först beskrevs av Justus Carl Hasskarl, och fick sitt nu gällande namn av Karl Moritz Schumann. Tapeinochilos ananassae ingår i släktet Tapeinochilos och familjen Costaceae. Inga underarter finns listade.

## Bildgalleri

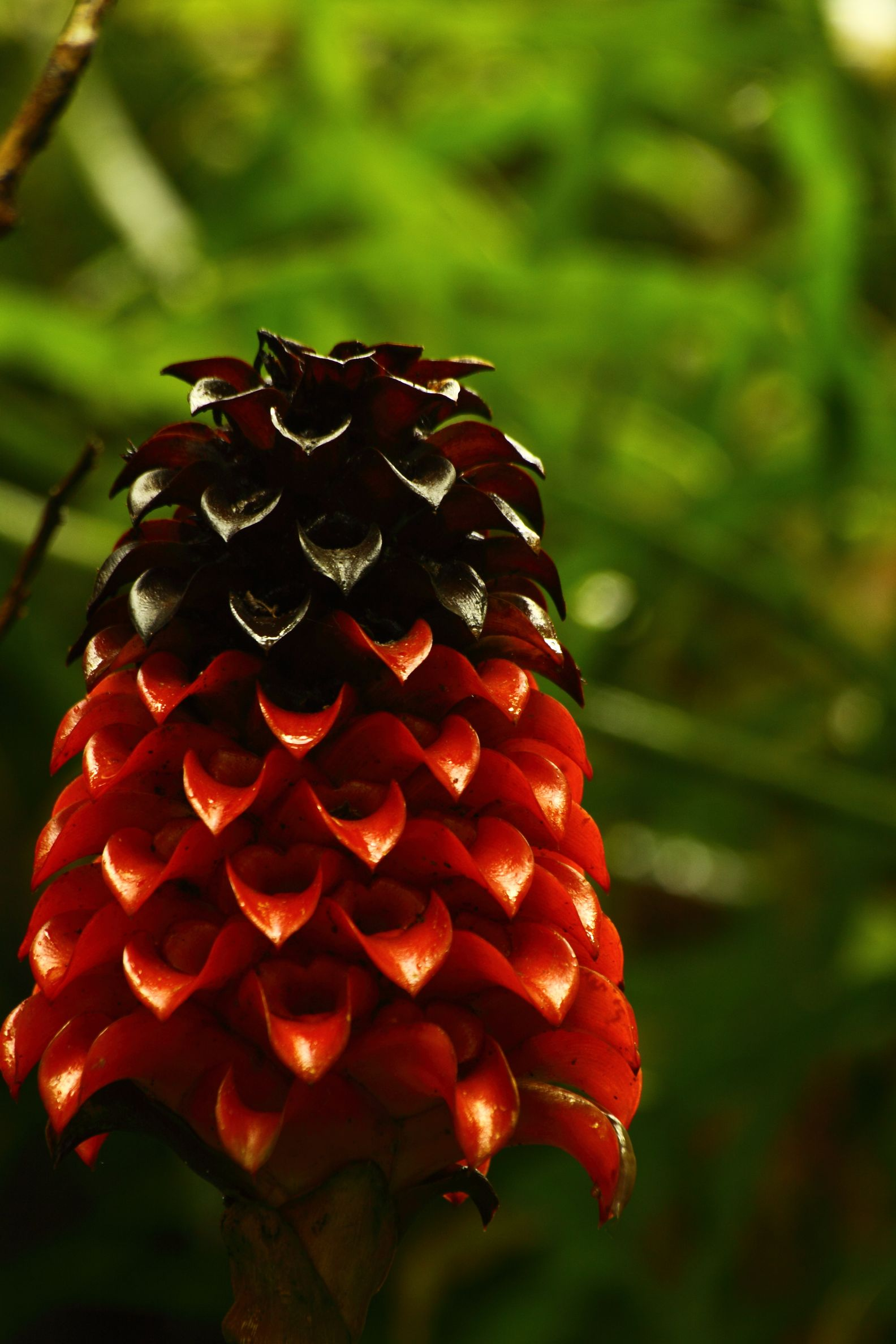
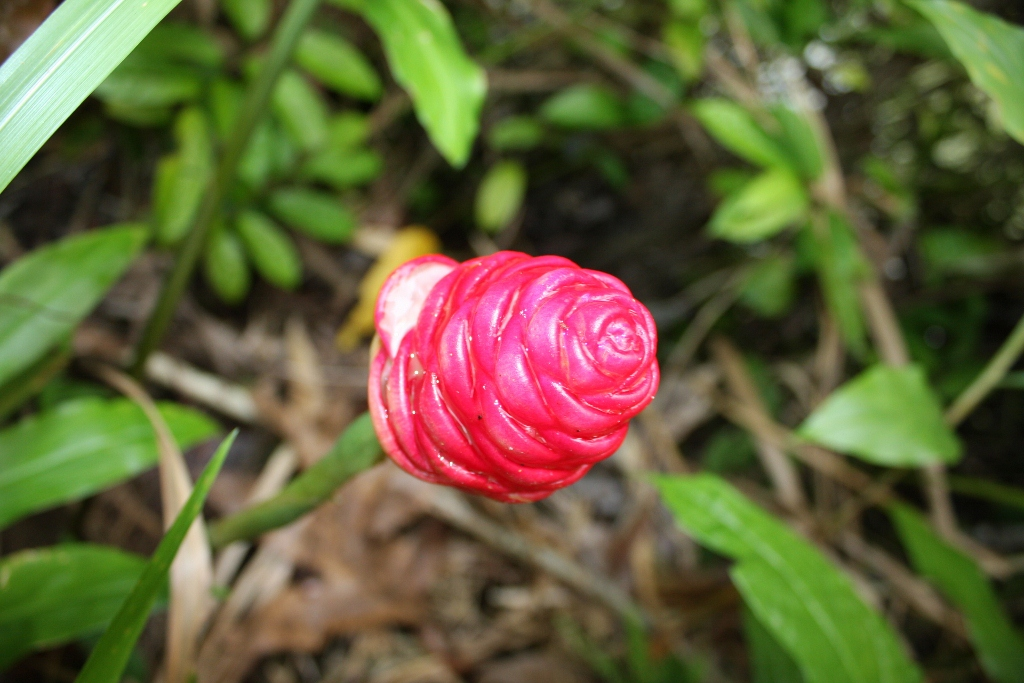
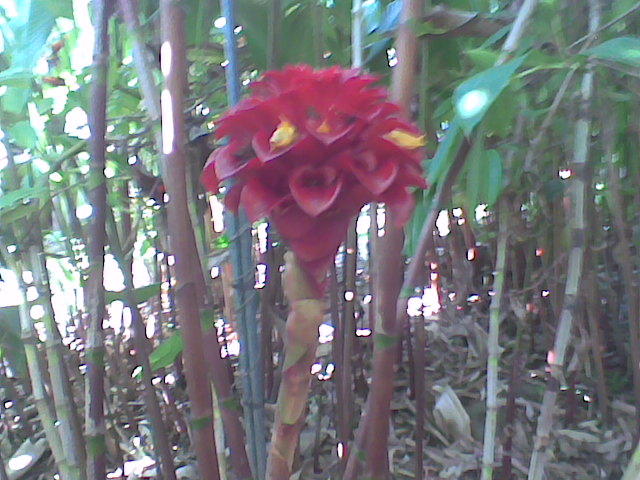
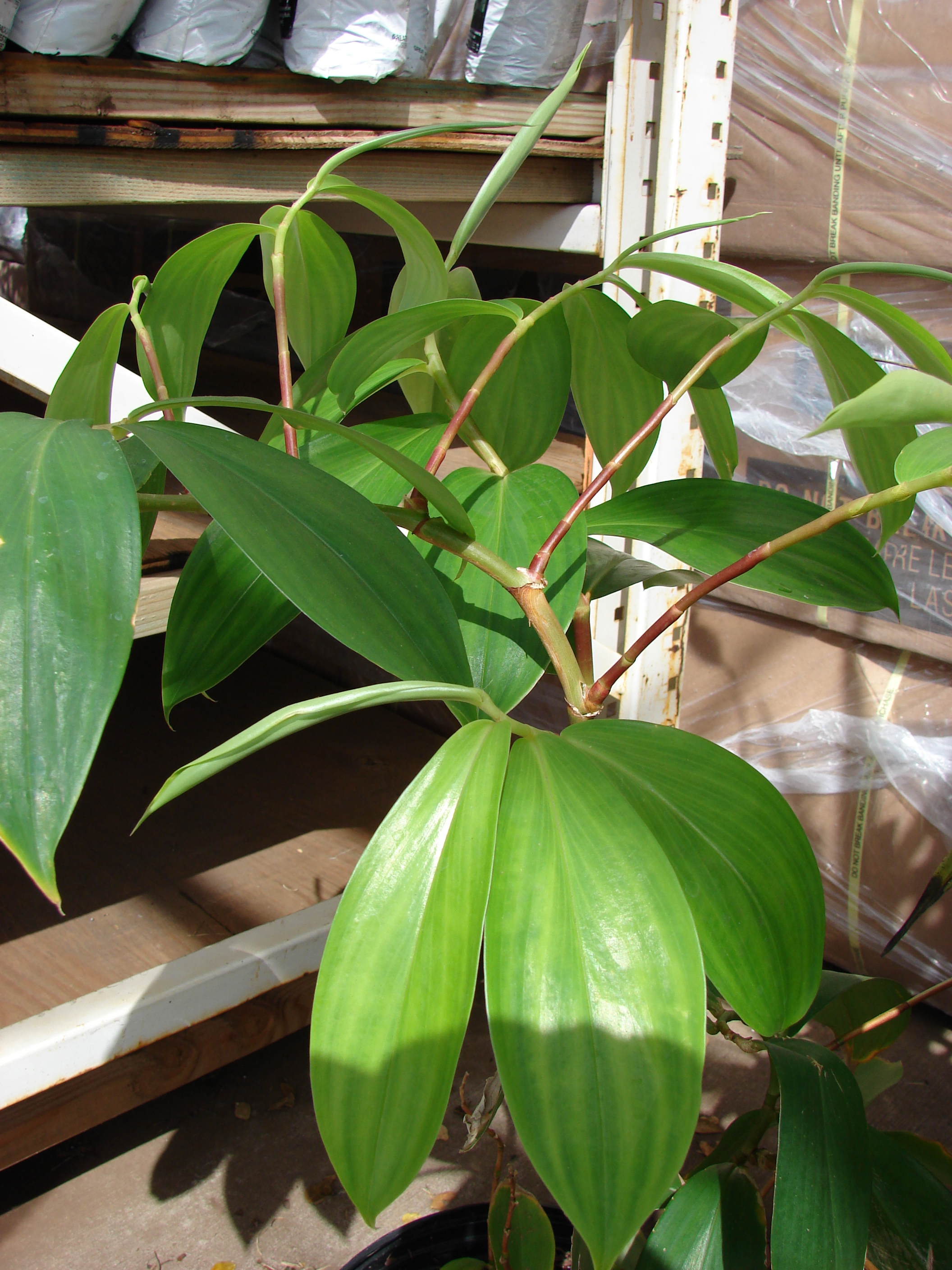